# Peanut (game thủ)
Đây là một tên người Triều Tiên, họ là Han.
Han Wang-ho (tiếng Hàn Quốc: 한왕호; tên cũ Yoon Wang-ho, sinh ngày 3 tháng 2 năm 1998), được biết đến nhiều hơn với tên Peanut (tiếng Hàn Quốc: 피넛), là một tuyển thủ Liên Minh Huyền Thoại chuyên nghiệp và hiện đang thi đấu ở vị trí đi rừng cho đội tuyển Hanwha Life Esports.
Peanut từng nổi tiếng qua lối chơi đi rừng hổ báo với những vị tướng như Lee Sin, Olaf, Nidalee hay Elise. Sau quá trình thay đổi meta và học hỏi kinh nghiệm, anh chuyển sang lối đánh thiên về kiểm soát và đã đạt được những thành công nhất định. Anh là người đi rừng đầu tiên của LCK có 7 chức vô địch quốc nội. Ngày 2 tháng 7 năm 2023, Peanut trở thành người chơi thứ 4 đạt cột mốc 600 ván đấu tại giải đấu Liên Minh Huyền Thoại lớn nhất Hàn Quốc.

## Tiểu sử

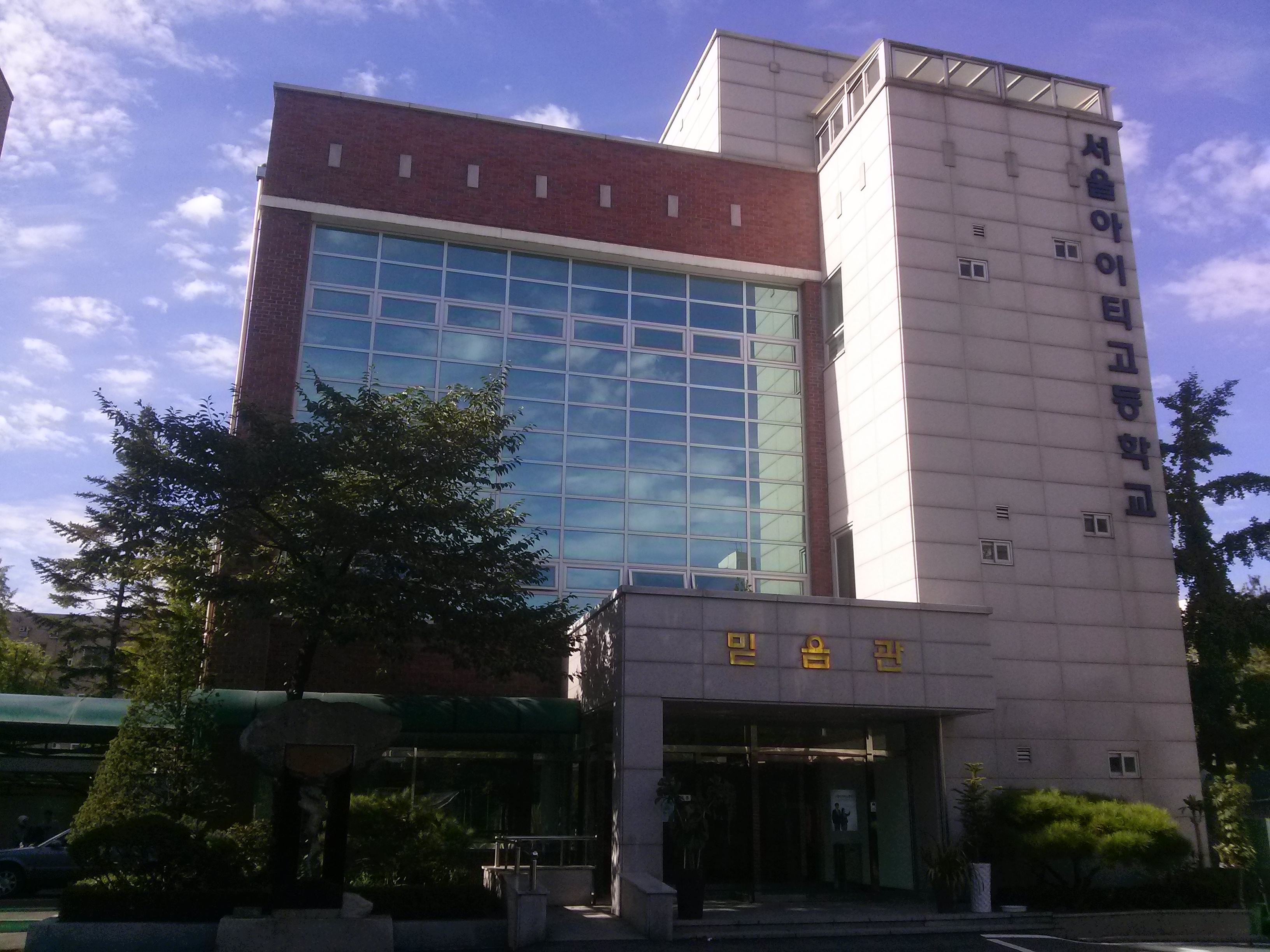
Trường cấp 3 CNTT Seoul, nơi Peanut từng theo học

Yoon Wang-ho (tiếng Hàn Quốc: 윤왕호, là tên cũ của Peanut), bây giờ tên 한왕호, sinh ngày 3 tháng 2 năm 1998 tại Seoul, Hàn Quốc. Anh bắt đầu thi đấu chuyên nghiệp cho NaJin vào tháng 12 năm 2014 khi còn đang học tại trường cấp 3 CNTT Seoul. Do chưa đủ 17 tuổi nên theo quy định của LCK, anh phải ngồi trên ghế dự bị cho đến tháng 2 năm 2015. Đến tháng 4 năm 2016, anh sửa lại tên trên giấy tờ thành Han Wang-ho như ngày nay.

## Sự nghiệp câu lạc bộ

### NaJin e-mFire (2014-2015)
Ngày 20 tháng 12 năm 2014, Peanut gia nhập NaJin e-mFire với vai trò dự bị cho người đi rừng lúc bấy giờ là Watch. Đến Mùa xuân năm 2015, khi đã đủ 17 tuổi, anh có trận ra mắt đầu tiên trước đối thủ là SK Telecom T1. Cuối mùa giải, NaJin chỉ đứng hạng 6 và không được tham dự play-off. Sang Mùa hè, NaJin đứng thứ 5 trên 8 đội và giành quyền tham dự play-off. Tuy nhiên, đội của Peanut lại thất bại ngay vòng đầu trước đối thủ là KOO Tigers. Dù đủ điểm tích lũy để tham dự vòng loại khu vực nhưng họ lại tiếp tục để mất cơ hội ngay vòng đầu trước Jin Air Green Wings. Sau thất bại tại KeSPA Cup 2015, Peanut đã rời đội để gia nhập ROX Tigers.

### ROX Tigers (2016)
Tháng 1 năm 2016, Peanut gia nhập ROX Tigers sau một mùa giải không mấy khả quan ở NaJin. Tại đây anh đã cùng ROX thống trị giải Mùa xuân với vị trí số một vòng bảng. Dù được kỳ vọng cao nhưng họ lại thất bại ở trận chung kết tổng trước SK Telecom T1 và ngậm ngùi đứng ở hạng hai mùa giải. Ở giải Mùa hè, ROX Tigers tiếp tục thống trị vòng bảng với tỉ số 15-3. Tiếp tục đà thăng hoa, ROX đã đánh bại KT Rolster sau loạt Bo5 đầy ngoạn mục với tỉ số 3-2 và giành vé đến Chung kết thế giới 2016 với tư cách hạt giống số 1. Họ tiếp tục thể hiện phong độ cao tại giải đấu Liên Minh Huyền Thoại lớn nhất năm: đứng nhất bảng A và đánh bại Edward Gaming của LPL ở tứ kết. Đến bán kết, họ chạm trán đối thủ SK Telecom T1 và nhận thất bại đáng tiếc sau 5 ván đấu. Kết thúc KeSPA Cup 2016, Peanut đã được cho phép tự do tìm kiếm cơ hội gia nhập các đội tuyển khác.

### SK Telecom T1 (2016-2017)
Ngày 30 tháng 11 năm 2016, Peanut gia nhập SKT và đảm nhiệm vị trí đi rừng chính thay cho Blank. Anh cùng SKT đã có một giải Mùa xuân vô cùng thăng hoa khi đứng nhất vòng bảng và đánh bại KT Rolster 3-0 ở trận chung kết để giành lấy chức vô địch. Tiếp đà phong độ, SKT đã vô địch MSI 2017 sau khi đánh bại G2 Esports với tỉ số 3-1. Khi Mùa hè đến cũng là lúc meta thay đổi, Peanut dần đánh mất phong độ và đội của anh chỉ đứng hạng 4 vòng bảng. Đến play-off, SKT lại thể hiện một bộ mặt khác khi lần lượt đánh bại Afreeca Freecs, Samsung Galaxy, KT Rolster và chỉ nhận thất bại trước Longzhu Gaming, giúp họ có được vị trí hạt giống số 2 tại Chung kết thế giới. Tại đây anh cùng đồng đội đứng nhất bảng A, đánh bại Misfits Gaming và RNG để tiến vào chung kết đối đầu với Samsung Galaxy. Anh thi đấu 2 trên 3 trận ở chung kết và SKT nhận thất bại 0-3 trước Samsung. Peanut sau đó đã rời đội trước thềm KeSPA Cup 2017.

### Kingzone DragonX (2017-2018)

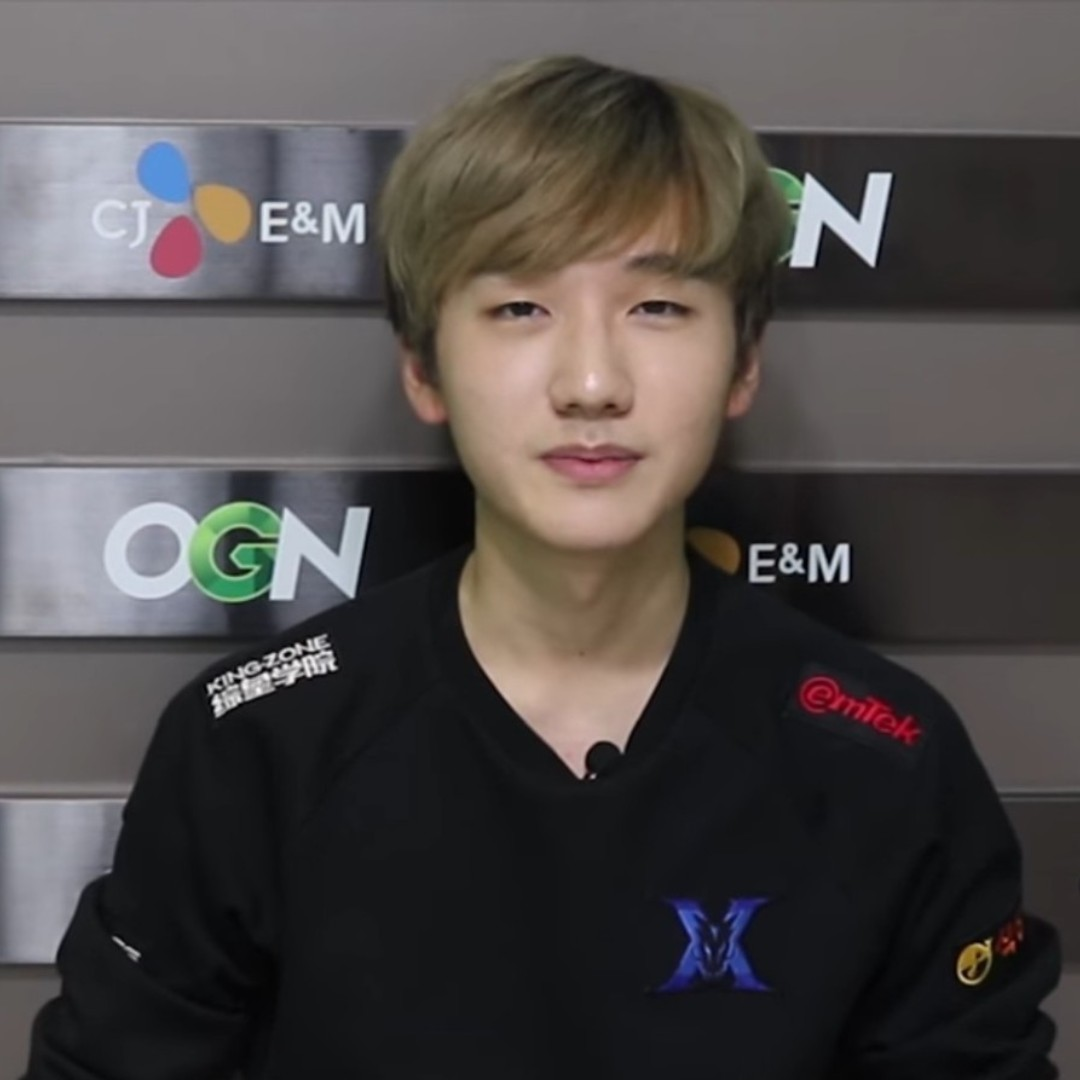
Peanut trong màu áo Kingzone DragonX

Ngày 30 tháng 11 năm 2017, Longzhu chiêu mộ Peanut để đánh luân phiên cùng Cuzz. Anh đã xuất hiện trong đội hình Longzhu tham dự KeSPA Cup 2017 và giành được vị trí á quân sau khi để thua KT Rolster 2-3 ở trận chung kết. Đến đầu năm 2018, Kingzone mua lại Longzhu Gaming. Peanut trong màu áo mới đã cùng đồng đội giành lấy chức vô địch LCK Mùa xuân để đại diện cho khu vực tham dự MSI 2018. Tại đây Peanut chỉ đoạt được vị trí á quân khi phải đối đầu với một RNG quá mạnh. Trở về từ MSI, Kingzone chỉ xếp thứ 3 ở giải Mùa hè và thứ 4 vòng play-off, khiến họ phải xuống tranh vé 3 với Gen.G. Đối mặt với đương kim vô địch thế giới, Kingzone ngậm ngùi nhận thất bại 0-3 và không thể giành quyền tham dự Chung kết thế giới năm ấy.

### Gen.G (lần 1, 2018-2019)
Trở về Hàn Quốc sau tấm huy chương bạc tại Á vận hội năm 2018, Peanut được Gen.G chiêu mộ vào ngày 23 tháng 11 năm 2018 để thay thế người đi rừng cũ Ambition. Anh cùng Gen.G chinh chiến tại KeSPA Cup 2018 và giành được vị trí á quân. Thành tích LCK của Peanut với Gen.G vào năm tiếp theo không mấy nổi bật, lần lượt đứng hạng 7 và 6 của hai giải Xuân - Hè, vì vậy Gen.G không đủ điểm tích lũy để tham dự play-off và Peanut cũng không thể tham dự Chung kết thế giới 2019.

### LGD Gaming (2019-2020)
Chuyển sang LPL với bản hợp đồng gia nhập LGD Gaming vào ngày 21 tháng 11 năm 2019, Peanut đã tham dự Demacia Cup nhưng phải dừng chân sớm tại vòng bảng. Tại LPL Mùa xuân 2020, LGD Gaming chỉ đứng hạng 15 trên 17. Sang LPL Mùa hè, anh cùng đồng đội giành được hạng 4 chung cuộc và đã đánh bại iG ở trận tranh vé 4 để có lần đầu tiên trở lại Chung kết thế giới sau 2 năm vắng mặt. Ra thế giới, anh cùng LGD chỉ đứng hạng 3 vòng bảng và không thể giành quyền vào tứ kết, qua đó kết thúc hành trình tìm kiếm vinh quang dưới màu áo một đội LPL.

### Nongshim RedForce (2020-2021)

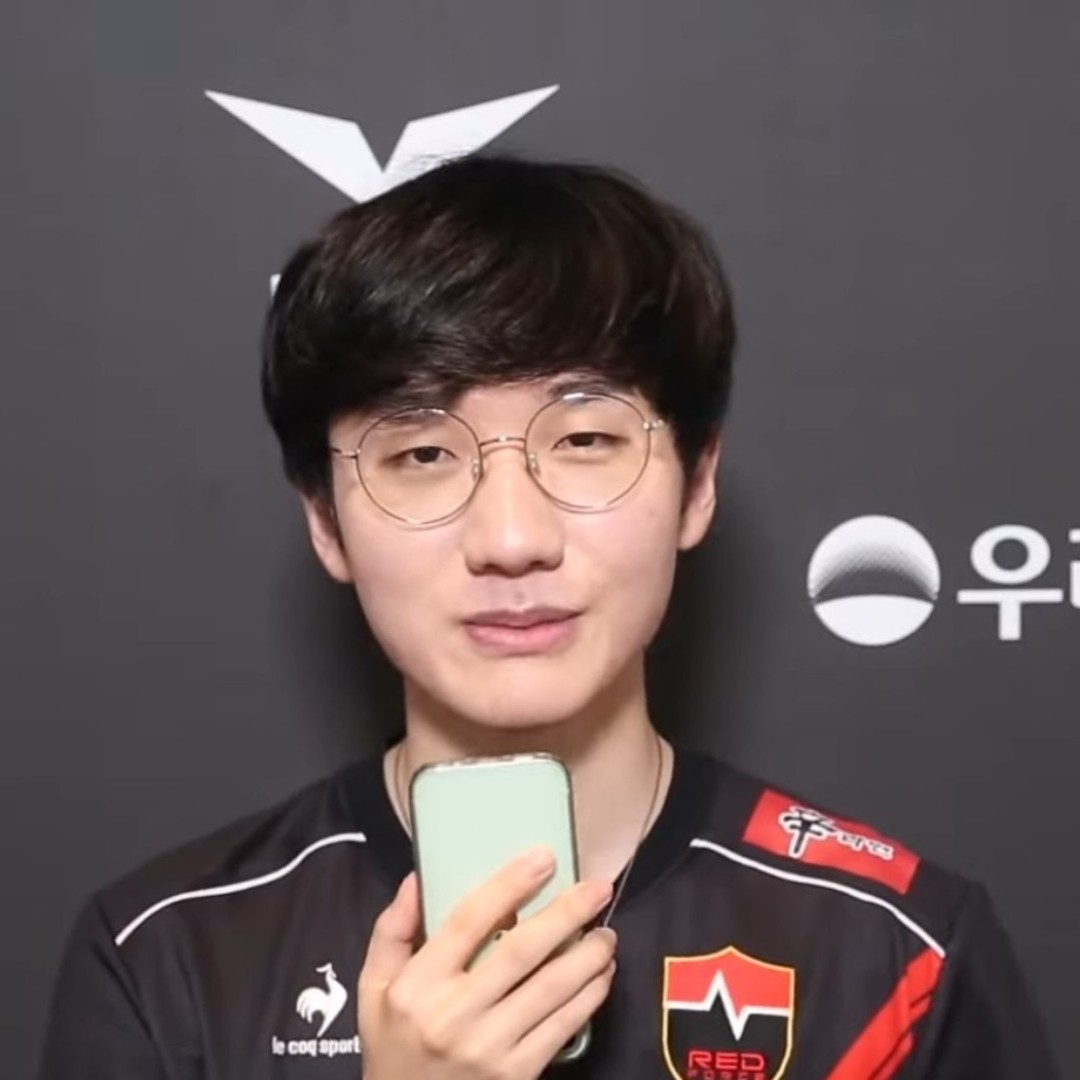
Peanut lúc thi đấu cho Nongshim

Ngày 30 tháng 11 năm 2020, Peanut quay trở lại LCK để gia nhập Team Dynamics (sau đổi thành Nongshim RedForce). Dù có kết quả mở đầu ấn tượng khi đoạt á quân tại KeSPA Cup, Nongshim chỉ đứng hạng 6 tại LCK Mùa xuân. Đến Mùa hè, Peanut cùng đồng đội giành được vị trí hạng 3 vòng bảng nhưng lại thất bại tại play-off trước DK và tiếp tục thất bại trước HLE ở vòng loại khu vực, vì vậy họ không thể tiến đến với giải đấu Liên Minh Huyền Thoại lớn nhất hành tinh.

### Gen.G (lần 2, 2021-2023)

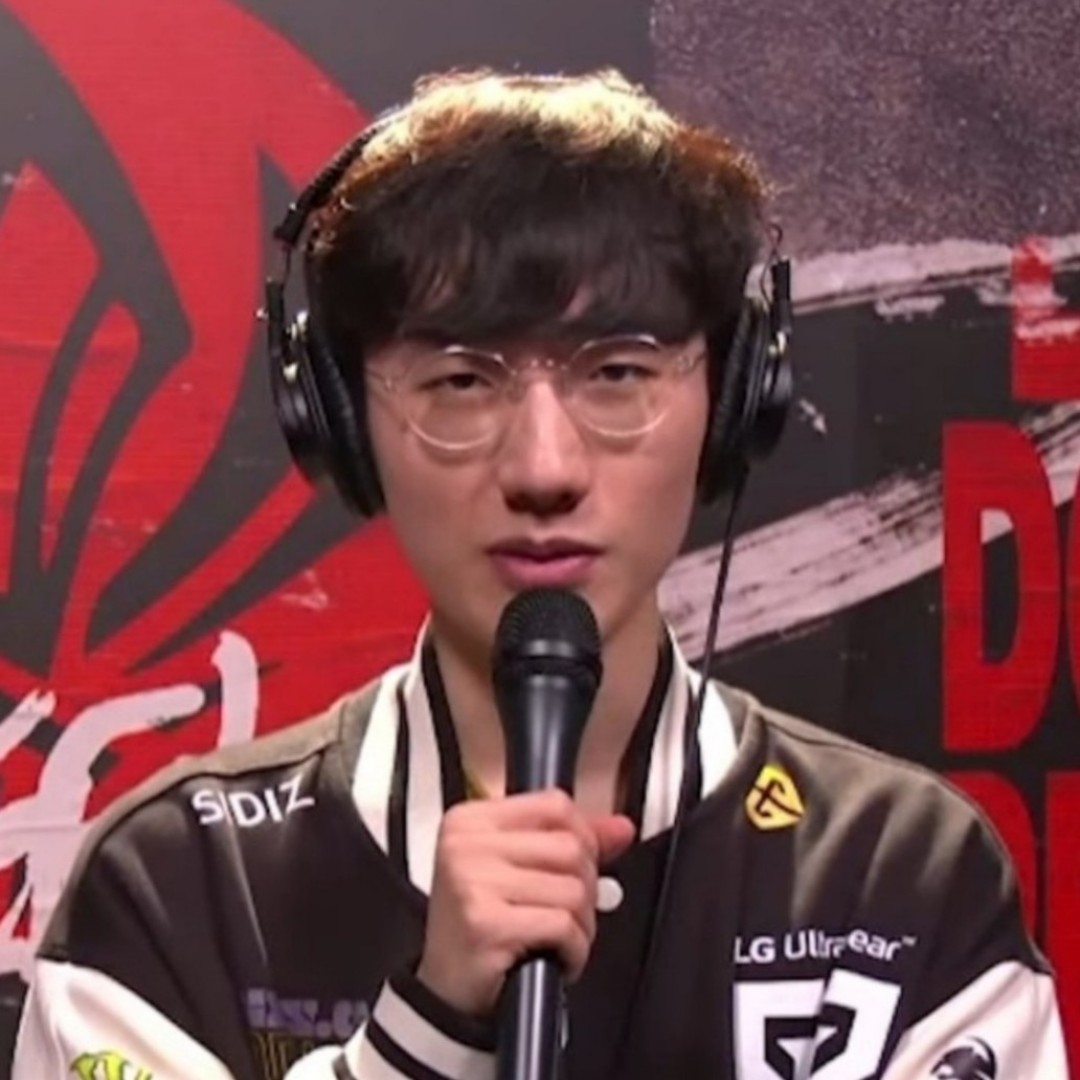
Peanut tại MSI 2023 trong màu áo Gen.G

Tưởng chừng sự nghiệp thi đấu đỉnh cao đã trôi qua đối với Peanut thì ngày 23 tháng 11 năm 2021, Gen.G đã đưa anh trở về lại mái nhà xưa của mình. Khi hội ngộ với Peanut, Gen.G đã có sự tiến bộ rõ rệt khi đoạt vị trí á quân LCK Mùa xuân 2022. Với phong độ thăng hoa, Gen.G vô địch LCK Mùa hè sau khi đánh bại T1 3-0 ở chung kết tổng. Peanut đoạt MVP trận chung kết và cùng đồng đội tiến đến Chung kết thế giới 2022. Những tưởng trận chung kết là điều sẽ đến dễ dàng khi họ chỉ phải gặp DRX ở bán kết, nhưng phong độ tụt dốc khiến anh bị Pyosik đánh bại và phải nhận thất bại 1-3.
Mùa xuân năm 2023, Gen.G lại đánh bại T1 ở chung kết tổng và có lần thứ hai liên tiếp lên ngôi vô địch LCK. Anh cùng Gen.G tiến đến MSI 2023 và nhận thất bại bất ngờ trước BLG với tỉ số 0-3 ở nhánh thua. Đến Mùa hè, Peanut lại một lần nữa vô địch LCK và cùng Gen.G chinh chiến ở Chung kết thế giới với vị thế hạt giống số 1. Vốn được đánh giá rất cao sau khi toàn thắng 3-0 ở vòng Thụy Sĩ, Peanut đã thi đấu không tốt trước người đi rừng Xun của BLG và đội của anh phải dừng chân sớm tại tứ kết với tỉ số 2-3.

### Hanwha Life Esports (2023-nay)
Ngày 24 tháng 11 năm 2023, Peanut chuyển sang thi đấu cho Hanwha Life Esports.

## Sự nghiệp đội tuyển quốc gia
Năm 2018, Peanut được huấn luyện viên Edgar chọn làm người đi rừng cho đội tuyển Liên Minh Huyền Thoại quốc gia Hàn Quốc thi đấu tại Á vận hội XVIII. Đội tuyển Hàn Quốc đã đứng nhất vòng bảng và đánh bại Ả Rập Saudi 2-0 ở bán kết. Đến trận chung kết, Hàn Quốc bất ngờ để thua trước Trung Quốc và chỉ đoạt được huy chương bạc.

## Tổng quan sự nghiệp

### Sự nghiệp câu lạc bộ
| Năm  | Đội tuyển           | Giải đấu                           | Thứ hạng |
| ---- | ------------------- | ---------------------------------- | -------- |
| 2015 | NaJin e-mFire       | LCK Mùa xuân 2015                  | 6        |
| 2015 | NaJin e-mFire       | CK Mùa hè 2015                     | 3        |
| 2015 | NaJin e-mFire       | LCK Mùa hè 2015                    | 5        |
| 2015 | NaJin e-mFire       | KeSPA Cup 2015                     | 9–14     |
| 2016 | ROX Tigers          | LCK Mùa xuân 2016                  | Á quân   |
| 2016 | ROX Tigers          | LCK Mùa hè 2016                    | Vô địch  |
| 2016 | ROX Tigers          | Chung kết thế giới 2016            | 3–4      |
| 2016 | ROX Tigers          | KeSPA Cup 2016                     | Vô địch  |
| 2017 | SK Telecom T1       | LCK Mùa xuân 2017                  | Vô địch  |
| 2017 | SK Telecom T1       | MSI 2017                           | Vô địch  |
| 2017 | SK Telecom T1       | Khu vực đại chiến 2017 LCK-LPL-LMS | Á quân   |
| 2017 | SK Telecom T1       | LCK Mùa hè 2017                    | Á quân   |
| 2017 | SK Telecom T1       | Chung kết thế giới 2017            | Á quân   |
| 2017 | Kingzone DragonX    | KeSPA Cup 2017                     | Á quân   |
| 2018 | Kingzone DragonX    | LCK Mùa xuân 2018                  | Vô địch  |
| 2018 | Kingzone DragonX    | MSI 2018                           | Á quân   |
| 2018 | Kingzone DragonX    | Khu vực đại chiến 2018 LCK-LPL-LMS | Á quân   |
| 2018 | Kingzone DragonX    | LCK Mùa hè 2018                    | 4        |
| 2018 | Gen.G               | KeSPA Cup 2018                     | Á quân   |
| 2019 | Gen.G               | LCK Mùa xuân 2019                  | 7        |
| 2019 | Gen.G               | LCK Mùa hè 2019                    | 6        |
| 2019 | LGD Gaming          | Demacia Cup 2019                   | 9–12     |
| 2020 | LGD Gaming          | LPL Mùa xuân 2020                  | 15       |
| 2020 | LGD Gaming          | LPL Mùa hè 2020                    | 4        |
| 2020 | LGD Gaming          | Chung kết thế giới 2020            | 9–12     |
| 2020 | Nongshim RedForce   | KeSPA Cup 2020                     | Á quân   |
| 2021 | Nongshim RedForce   | LCK Mùa xuân 2021                  | 6        |
| 2021 | Nongshim RedForce   | LCK Mùa hè 2021                    | 4        |
| 2022 | Gen.G               | LCK Mùa xuân 2022                  | Á quân   |
| 2022 | Gen.G               | LCK Mùa hè 2022                    | Vô địch  |
| 2022 | Gen.G               | Chung kết thế giới 2022            | 3–4      |
| 2023 | Gen.G               | LCK Mùa xuân 2023                  | Vô địch  |
| 2023 | Gen.G               | MSI 2023                           | 4        |
| 2023 | Gen.G               | LCK Mùa hè 2023                    | Vô địch  |
| 2023 | Gen.G               | Chung kết thế giới 2023            | 5–8      |
| 2024 | Hanwha Life Esports | LCK Mùa xuân 2024                  | 3        |
| 2024 | Hanwha Life Esports | LCK Mùa hè 2024                    | Vô địch  |

### Sự nghiệp đội tuyển quốc gia
| Năm  | Đội tuyển | Giải đấu   | Thứ hạng |
| ---- | --------- | ---------- | -------- |
| 2018 | Hàn Quốc  | ASIAD 2018 |          |

## Thành tích

### Cấp câu lạc bộ
ROX Tigers – Hanwha Life Esports
- Vô địch LCK: Mùa hè 2016, Mùa hè 2024
- Vô địch KeSPA Cup: 2016

SK Telecom T1
- Vô địch LCK: Mùa xuân 2017
- Vô địch MSI: 2017

Kingzone DragonX
- Vô địch LCK: Mùa xuân 2018

Gen.G
- Vô địch LCK: Mùa hè 2022, Mùa xuân 2023, Mùa hè 2023

### Cấp đội tuyển quốc gia
- ASIAD: huy chương bạc (2018)

### Danh hiệu cá nhân
- All-LCK First Team: Mùa hè 2021, Mùa hè 2022
- LCK Regular Season MVP:[b] Mùa hè 2021
- MVP Chung kết LCK: Mùa xuân 2017, Mùa hè 2022